# Championnat d'Espagne de football de deuxième division 2010-2011
Navigation
Édition précédente Édition suivante
La saison 2010-2011 du Liga Adelante est la quatre-vingtième édition de la deuxième division espagnole. Les vingt-deux clubs participants au championnat sont confrontés à deux reprises aux vingt-et-un autres. En fin de saison, les deux premiers du classement final sont promus en Liga BBVA alors que les clubs classés entre la 3e et la 6e place disputent les play-offs pour déterminer la troisième équipe promue. En bas de classement, les quatre derniers sont relégués et remplacés par les quatre meilleures formations de Segunda División B.
Le FC Barcelone B et le Villarreal CF B, équipe réserve respectivement du FC Barcelone et du Villarreal CF ne peuvent pas être promues en Liga BBVA. En revanche, elles peuvent être reléguées en troisième division si elles terminent en bas du classement.

## Participants
| \| Alcorcón Albacete Barcelone B Cartagena Celta Córdoba Elche Girona Grenade Huesca Las Palmas Mirandés Numancia Ponferradina Rayo Recreativo Salamanca Tarragone Valladolid Villarreal B Xerez Tenerife \| Localisation des clubs engagés dans le championnat. |
| Alcorcón Albacete Barcelone B Cartagena Celta Córdoba Elche Girona Grenade Huesca Las Palmas Mirandés Numancia Ponferradina Rayo Recreativo Salamanca Tarragone Valladolid Villarreal B Xerez Tenerife                                                           |

Légende des couleurs
- Relégué de Liga BBVA 2009-2010
- Promu de Segunda División B 2009-2010

| Club                 | Ville                  | D2 depuis | Provenance         | Classement 2009-2010 | Entraîneur            | Depuis | Stade                     | Capacité |
| -------------------- | ---------------------- | --------- | ------------------ | -------------------- | --------------------- | ------ | ------------------------- | -------- |
| Real Valladolid      | Valladolid             | 2010      | Liga BBVA          | 18e (D1)             | Abel Resino           | 2010   | José Zorrilla             | 26 512   |
| CD Tenerife          | Santa Cruz de Tenerife | 2010      | Liga BBVA          | 19e (D1)             | David Amaral          | 2011   | Heliodoro Rodríguez López | 23 000   |
| Xerez CD             | Jerez de la Frontera   | 2010      | Liga BBVA          | 20e (D1)             | Javi López            | 2010   | Chapín                    | 20 523   |
| Real Betis           | Séville                | 2009      | Liga BBVA          | 4e                   | Pepe Mel              | 2010   | Benito Villamarín         | 55 500   |
| FC Cartagena         | Carthagène             | 2009      | Segunda División B | 5e                   | Juan Ignacio Martínez | 2009   | Cartagonova               | 14 500   |
| Elche CF             | Elche                  | 1999      | Segunda División B | 6e                   | José Bordalás         | 2009   | Martínez Valero           | 36 017   |
| Villarreal CF B      | Vila-real              | 2009      | Segunda División B | 7e                   | José Francisco Molina | 2011   | Ciudad Deportiva          | 5 000    |
| CD Numancia          | Soria                  | 2009      | Liga BBVA          | 8e                   | Juan Carlos Unzué     | 2010   | Los Pajaritos             | 9 025    |
| Recreativo de Huelva | Huelva                 | 2009      | Liga BBVA          | 9e                   | Carlos Ríos           | 2010   | Nuevo Colombino           | 21 670   |
| Córdoba CF           | Cordoue                | 2007      | Segunda División B | 10e                  | Lucas Alcaraz         | 2009   | Nuevo Arcángel            | 18 280   |
| Rayo Vallecano       | Madrid                 | 2008      | Segunda División B | 11e                  | José Ramón Sandoval   | 2010   | Teresa Rivero             | 15 500   |
| Celta de Vigo        | Vigo                   | 2007      | Primera División   | 12e                  | Paco Herrera          | 2010   | Balaídos                  | 31 800   |
| SD Huesca            | Huesca                 | 2008      | Segunda División B | 13e                  | Onésimo Sánchez       | 2010   | El Alcoraz                | 5 300    |
| Girona FC            | Gérone                 | 2008      | Segunda División B | 14e                  | Raül Agné             | 2010   | Montilivi                 | 9 500    |
| Albacete Balompié    | Albacete               | 2005      | Primera División   | 15e                  | Mario Simón           | 2011   | Carlos Belmonte           | 17 500   |
| UD Salamanque        | Salamanque             | 2006      | Segunda División B | 16e                  | Balta Sánchez         | 2011   | El Helmántico             | 17 341   |
| UD Las Palmas        | Las Palmas             | 2006      | Segunda División B | 17e                  | Juan Manuel Rodríguez | 2011   | Gran Canaria              | 31 250   |
| Gimnàstic Tarragone  | Tarragone              | 2007      | Primera División   | 18e                  | Juan Carlos Oliva     | 2010   | Nou Estadi                | 14 500   |
| Grenade CF           | Grenade                | 2010      | Segunda División B | 1er (D3 grp. 4)      | Fabri González        | 2010   | Nuevo Los Cármenes        | 16 200   |
| SD Ponferradina      | Ponferrada             | 2010      | Segunda División B | 1er (D3 grp. 1)      | Claudio Barragán      | 2011   | El Toralín                | 8 200    |
| AD Alcorcón          | Alcorcón               | 2010      | Segunda División B | 1er (D3 grp. 2)      | Juan Antonio Anquela  | 2008   | Santo Domingo             | 3 000    |
| FC Barcelone B       | Barcelone              | 2010      | Segunda División B | 2e (D3 grp. 3)       | Luis Enrique          | 2008   | Mini Estadi               | 15 276   |

## Compétition

### Classement
Le classement est établi sur le barème de points classique (victoire à 3 points, match nul à 1, défaite à 0).
Pour départager les égalités, on tient d'abord compte des points en confrontations directes, puis de la différence de buts en confrontations directes, puis du nombre de buts marqués en confrontations directes, puis de la différence de buts générale, puis du nombre de buts marqués, et enfin du nombre de points de fair-play et enfin si la qualification ou la relégation est en jeu, les deux équipes jouent une rencontre d'appui sur terrain neutre.
| Rang | Équipe               | Pts | J  | G  | N  | P  | Bp | Bc | Diff |
| ---- | -------------------- | --- | -- | -- | -- | -- | -- | -- | ---- |
| 1    | Betis Séville        | 83  | 42 | 25 | 8  | 9  | 85 | 44 | +41  |
| 2    | Rayo Vallecano       | 79  | 42 | 23 | 10 | 9  | 73 | 48 | +25  |
| 3    | FC Barcelone B P     | 71  | 42 | 20 | 11 | 11 | 85 | 62 | +23  |
| 4    | Elche CF             | 69  | 42 | 18 | 15 | 9  | 55 | 42 | +13  |
| 5    | Grenade CF P PO      | 68  | 42 | 18 | 14 | 10 | 71 | 47 | +24  |
| 6    | Celta Vigo           | 67  | 42 | 17 | 16 | 9  | 62 | 43 | +19  |
| 7    | Real Valladolid R    | 66  | 42 | 19 | 9  | 14 | 65 | 51 | +14  |
| 8    | Xerez CD R           | 60  | 42 | 17 | 9  | 16 | 60 | 64 | -4   |
| 9    | AD Alcorcón P        | 89  | 42 | 17 | 7  | 18 | 57 | 52 | +5   |
| 10   | CD Numancia          | 57  | 42 | 17 | 6  | 19 | 65 | 63 | +2   |
| 11   | Girona FC            | 57  | 42 | 15 | 12 | 15 | 58 | 56 | +2   |
| 12   | Recreativo de Huelva | 56  | 42 | 12 | 20 | 10 | 44 | 37 | +7   |
| 13   | FC Cartagena         | 56  | 42 | 16 | 8  | 18 | 48 | 63 | -15  |
| 14   | SD Huesca            | 55  | 42 | 13 | 16 | 13 | 39 | 45 | -6   |
| 15   | UD Las Palmas        | 54  | 42 | 13 | 15 | 14 | 56 | 71 | -15  |
| 16   | Córdoba CF           | 52  | 42 | 13 | 13 | 16 | 58 | 63 | -5   |
| 17   | Villarreal CF B      | 51  | 42 | 15 | 6  | 21 | 43 | 63 | -20  |
| 18   | Gimnàstic Tarragone  | 49  | 42 | 12 | 13 | 17 | 37 | 45 | -8   |
| 19   | UD Salamanque        | 46  | 42 | 13 | 7  | 22 | 46 | 68 | -22  |
| 20   | CD Tenerife R        | 38  | 42 | 9  | 11 | 22 | 42 | 66 | -24  |
| 21   | SD Ponferradina P    | 34  | 42 | 5  | 19 | 18 | 36 | 63 | -27  |
| 22   | Albacete Balompié    | 32  | 42 | 7  | 11 | 24 | 35 | 64 | -29  |

Promotion
- 1er et 2e : promotion en Liga BBVA
- 3e, 4e, 5e et 6e : barrages de promotion

Relégation
- 19e, 20e, 21e et 22e : relégation en Segunda División B

Abréviations
- R : Relégués de Liga BBVA 2009-2010
- P : Promus de Segunda División B 2009-2010
- PO : Vainqueur des barrages de promotion

### Barrages de promotion
|  | Demi-finale       | Demi-finale       | Demi-finale       | Demi-finale       |            |            | Finale             | Finale             | Finale             | Finale             |
|  |                   |                   |                   |                   |            |            |                    |                    |                    |                    |
|  | 8 et 11 juin 2011 | 8 et 11 juin 2011 | 8 et 11 juin 2011 | 8 et 11 juin 2011 |            |            | 15 et 18 juin 2011 | 15 et 18 juin 2011 | 15 et 18 juin 2011 | 15 et 18 juin 2011 |
|  | 5                 | Grenade CF        | 0                 | 1tab (5)          |            |            | 15 et 18 juin 2011 | 15 et 18 juin 2011 | 15 et 18 juin 2011 | 15 et 18 juin 2011 |
|  | 5                 | Grenade CF        | 0                 | 1tab (5)          |            |            | 15 et 18 juin 2011 | 15 et 18 juin 2011 | 15 et 18 juin 2011 | 15 et 18 juin 2011 |
|  | 6                 | Celta Vigo        | 1                 | 0ap (4)           |            |            | 15 et 18 juin 2011 | 15 et 18 juin 2011 | 15 et 18 juin 2011 | 15 et 18 juin 2011 |
|  | 6                 | Celta Vigo        | 1                 | 0ap (4)           | Grenade CF | Grenade CF | 0                  | 1E                 |                    |                    |
|  | 9 et 12 juin 2011 |                   |                   |                   | Grenade CF | Grenade CF | 0                  | 1E                 |                    |                    |
|  |                   |                   | Elche CF          | Elche CF          | 0          | 1          |                    |                    |                    |                    |
|  | 4                 | Elche CF          | Elche CF          | Elche CF          | 0          | 1          | 0                  | 3                  |                    |                    |
|  | 4                 | Elche CF          |                   |                   |            |            |                    | 3                  |                    |                    |
|  | 7                 | Real Valladolid   | 1                 | 1                 |            |            |                    |                    |                    |                    |
|  | 7                 | Real Valladolid   | 1                 | 1                 |            |            |                    |                    |                    |                    |